# Нектар (ботаніка)

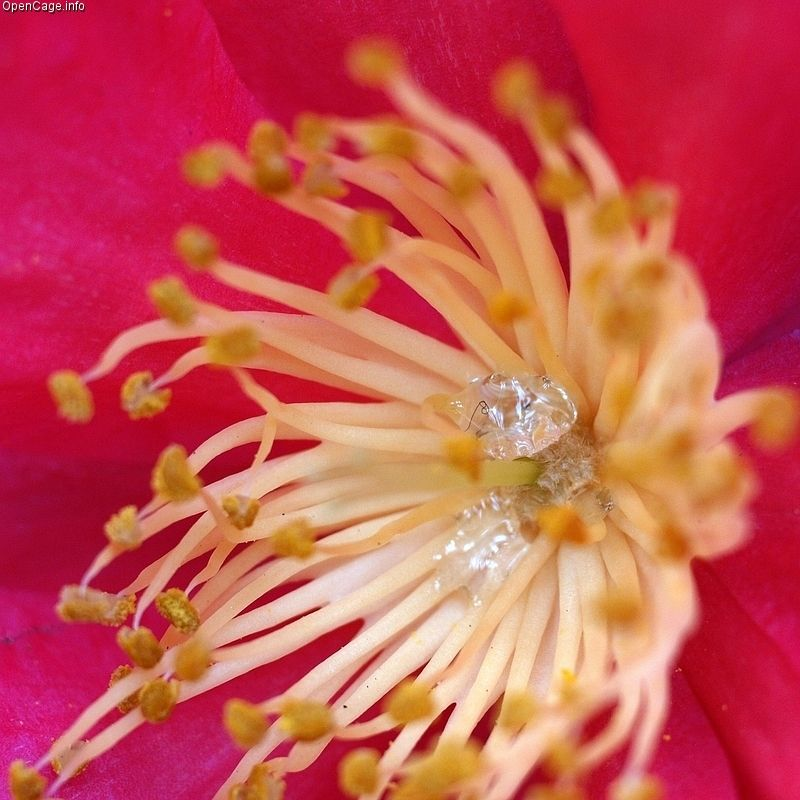
Нектар камелії

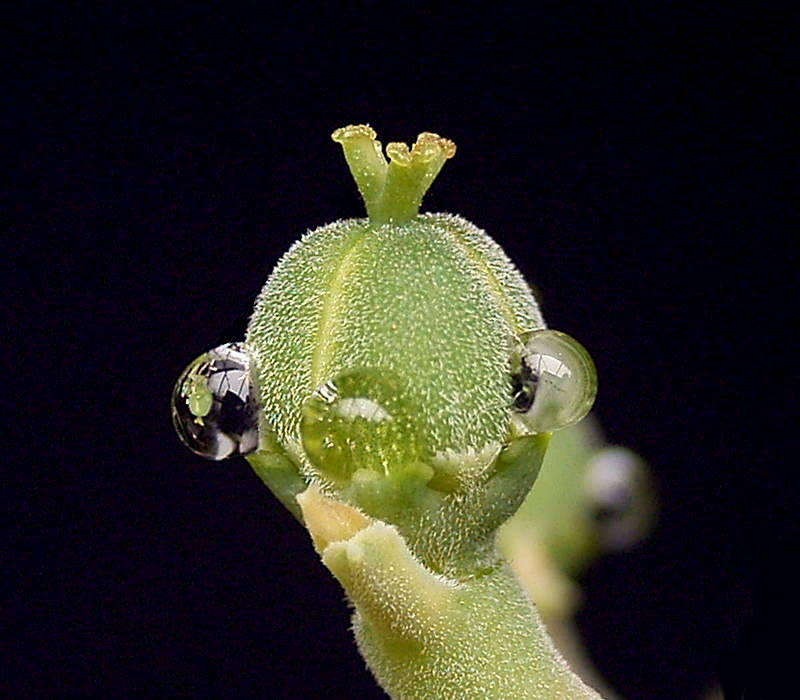
Нектар на квітці молочаю Euphorbia meloformis

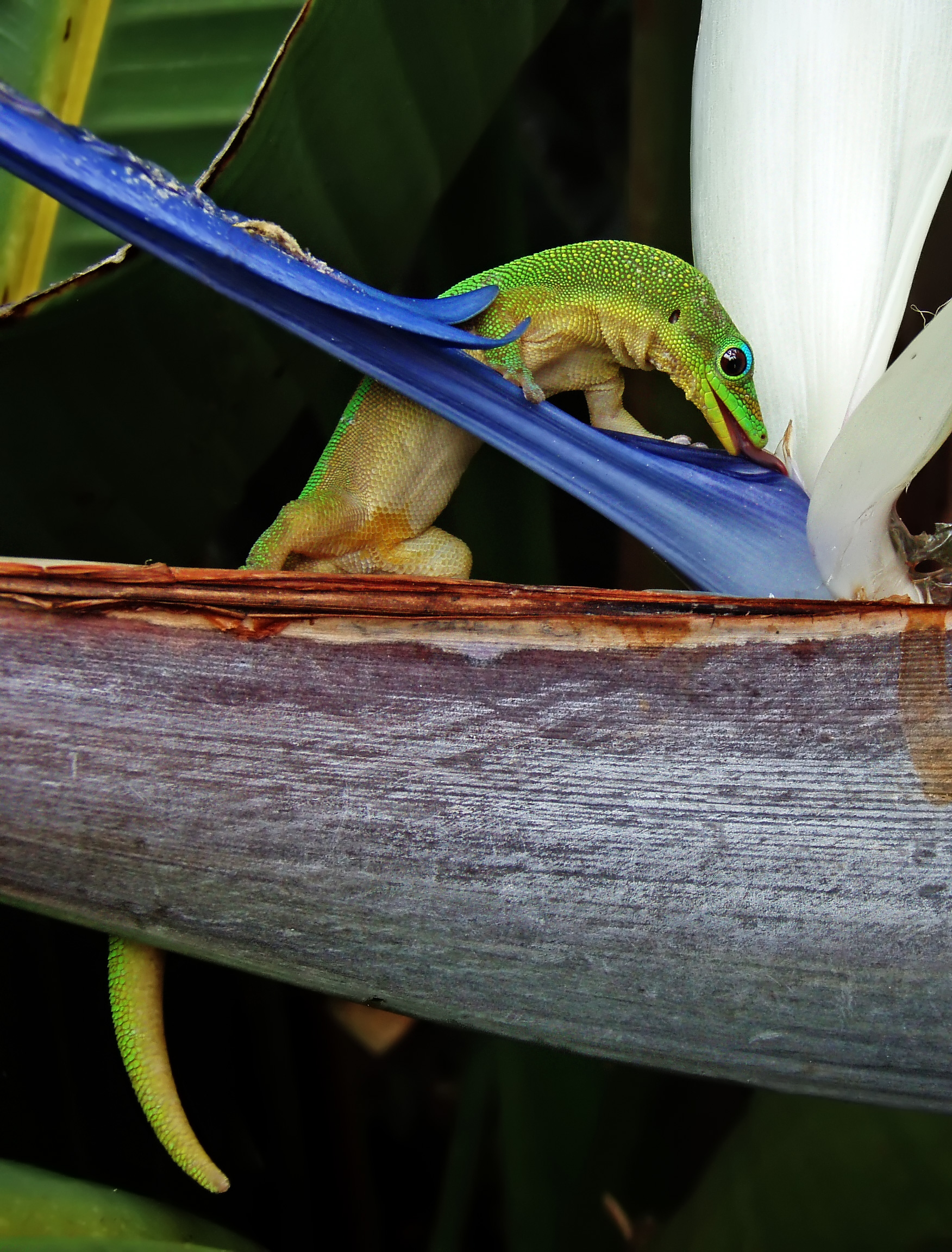
Плоскохвостий мадагаскарський гекон (Phelsuma laticauda) злизує нектар

Некта́р — сік, який виділяють нектарники рослин. Являє собою водний розчин цукрів, переважно фруктози та глюкози. Нектар приваблює тварин для запилення (здебільшого комах), тому відіграє ключову роль у розмноженні рослин. Його склад та інтенсивність секреції є відмінним у різних видів, у різний час доби та залежно від погодних умов. З нектару бджоли виробляють мед, який утворюється шляхом загущення нектару (випаровування значної частини води), розкладання сахарози на прості цукри та консервування отриманої речовини невеликою кількістю мурашиної кислоти.

## Хімічний склад і фізичні властивості
Нектар має змінний склад та властивості. Постійним складником є вуглеводи — глюкоза, фруктоза та сахароза. Остання переважає в нектарі гіркокаштана та робінії, а нектар гречки, наприклад, містить лише прості вуглеводи. Вміст цукру коливається у різних видів приблизно від 5% в рябчика імператорського до близько 70% у гіркокаштана та 76% у материнки. Від вмісту цукру залежить густина нектару. Нектар також містить невелику кількість мінеральних солей (особливо калію) ефірні олії, кислоти, основи, барвники та амінокислоти. Нектар не має аромату.
Нектар може містити деякі речовини, отруйні для бджіл і людей. Нектар дурману індіанського та мед з нього містять скополамін. Отруйний також нектар рододендрона жовтого та борця. Деякі зі складників нектару, як шкідливі, так і цілющі, зникають при дозріванні меду.

## Формування
Нектар утворюється в залозах рослин, які називають нектарниками. Він витікає з нектарників внаслідок дифузії або через клітинну стінку. Якщо нектарники покриті покривною тканиною, то нектар витікає через продихи, канали або тріщини у ній.
Різні рослини утворюють різну кількість нектару. Одна квітка ваточника сирійського виробляє на день нектару в кількості 5,3 мг, липи — 2,3 мг. Молоді квіти зазвичай не мають нектару, він утворюється під час цвітіння. Утворення нектару залежить від пори дня (як правило, воно найвище по обіді) і температури повітря (більшість рослин для виробництва нектару вимагає температури вище 10-12 °C). Як правило, кількість нектару зменшується під час посухи.

## Значення
Нектар відіграє ключову роль в створенні симбіозу між різними групами тварин-запилювачів та квітами. Не тільки комахи, але і птахи, кажани та деякі сумчасті ссавці споживають нектар та у багатьох випадках узалежнюються від нього. У свою чергу, відвідуючи квіти, вони переносять пилок, тим самим мимоволі їх запилюють.
Особливе місце серед комах, що збирають нектар, займають бджоли. Вони нагромаджують та зберігають нектар, обробляють його своєю слиною, створюючи тим самим мед в процесі дозрівання суміші. Мед є надзвичайно поживним продуктом харчування, тому його часто крадуть у бджіл інші тварини. Мед також має високу харчову цінність для людини. Задля підвищення виробництва меду розвивається галузь сільського господарства бджільництво. Для потреб бджільництва відбувається розповсюдження медоносних рослин. Серед цих рослин нектароносні види характеризується високим виробництвом нектару і високим вмістом цукру у ньому.